# Патара-Занави
Патара-Занави (груз. პატარა ზანავი) — село в Грузии, на территории Адигенского муниципалитета края (мхаре) Самцхе-Джавахети.

## География
Село находится в южной части Грузии, к северу от реки Кваблиани, на расстоянии 2 километров (по прямой) к северу от посёлка городского типа Адигени, административного центра муниципалитета. Абсолютная высота — 1490 метров над уровнем моря.

## Население
По результатам официальной переписи населения 2014 года, в Патара-Занави проживало 89 человек (46 мужчин и 43 женщины). В национальной структуре населения грузины составляли 100 %.
| Год  | Население, человек |
| ---- | ------------------ |
| 2002 | 113                |
| 2014 | ↘ 89               |

## Достопримечательности
К северо-западу от села находится мужской монастырь Чуле.